# Berenbach (Wüstung)
Berenbach ist eine Wüstung auf der Gemarkung des Stadtteils Elsenz der Gemeinde Eppingen im baden-württembergischen Landkreis Heilbronn.
Berenbach wurde nur 1137 und 1161 erwähnt. 
Außerdem gibt es archäologische Spuren einer Wüstung der Frühen Neuzeit im Hainbachtal.